# Ähpar

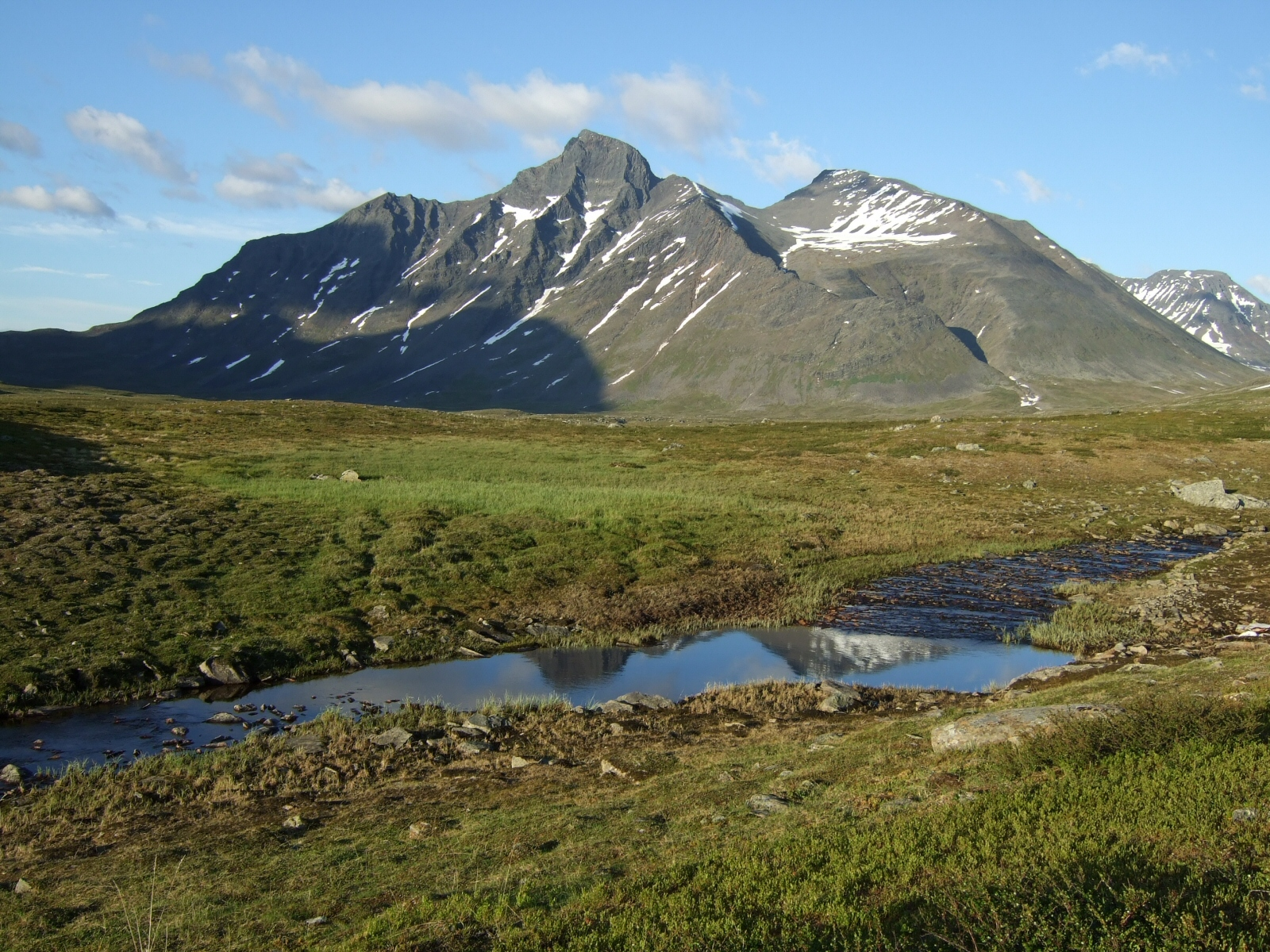
Äparmassivet sett från Pielavalta med Pierikpakte närmast

Ähpar (Äpar) är ett massiv i Sareks nationalpark beläget sydöst om massivet Sarektjåkko och norr om dalen Basstavagge. Högsta topparna Ähpartjåhkkå och Ruopsoktjåhkkå når 1 914 meter. Massivet är genomskuret av tre större glaciärer.